# Jesús Moncada
Jesús Moncada Estruga, född 1 december 1941 i Mequinenza, död 13 junii 2005 i Barcelona, var en spansk författare på katalanska språket.
Ansedd som en av de viktigaste katalanska författarna på sin tid, fick han flera priser för sitt arbete, inklusive City of Barcelona Award eller National Critics Award 1989 för Camí de sirga, Creu de Sant Jordi, tilldelad av Generalitat of Catalonia i 2001. År 2004 fick han Aragonese litteraturpris, som han fick några månader före sin död.
Jesús Moncada är en av de mest översatta författarna i samtida katalansk litteratur. Camí de sirga (svensk titel: Dragarstig) har översatts till femton språk, inklusive japanska, vietnamesiska och svenska. Moncada har också översatt många verk till katalanska på spanska, franska och engelska av författare som Guillaume Apollinaire, Alexandre Dumas, Jules Verne och Boris Vian.

## Utmärkelser
- Joan Santamaria-priset,  1971
- Joan Crexells-priset, för Dragarstig,  1988[2]
- Premi Ciutat de Barcelona,  1989
- Premi Crítica Serra d'Or, för Dragarstig,  1989
- Premi de la Crítica de narrativa catalana, för Dragarstig,  1989
- Joan Crexells-priset, för Estremida memòria,  1997
- Premi Crítica Serra d'Or, för Estremida memòria,  1998
- Creu de Sant Jordi,  2001[3]
- Jaume Fuster-priset,  2001
- Premio d'as Letras Aragonesas,  2004

[Redigera Wikidata]